# Nagroda Literacka Unii Europejskiej
Nagroda Literacka Unii Europejskiej – nagroda ustanowiona w grudniu 2008 r. przez Parlament Europejski. Biorą w niej udział 34 kraje uczestniczące w programie unijnym „Kultura”. Celem nagrody jest zwrócenie uwagi na kreatywność i różnorodność współczesnej literatury europejskiej, promowanie obiegu literatury w Europie oraz zwiększanie zainteresowania dziełami literackimi z innych krajów.

## Procedura przyznawania nagrody
Kraje uczestniczące w projekcie zostały podzielone na trzy grupy liczące po jedenaście lub dwanaście krajów. Polska znalazła się w pierwszej grupie, z Austrią, Chorwacją, Francją, Węgrami, Irlandią, Włochami, Litwą, Norwegią, Portugalią, Słowacją i Szwecją.
Nagrody są przyznawane w trzyletnich transzach. Każdego roku biorą w niej udział pisarze z innej z trzech grup krajów. Wszyscy zwycięzcy z krajów należących do danej grupy są laureatami nagrody. W trzyletnim cyklu funkcjonowania Nagrody będzie więc aż 34 laureatów. W 2009 r. przyznano Nagrodę dla pierwszej grupy krajów, w której znajduje się m.in. Polska. Każdy z laureatów Nagrody otrzymuje 5 tys. euro, ponadto uczestniczy w promocjach organizowanych w Brukseli oraz na międzynarodowych Targach Książki we Frankfurcie nad Menem.
W każdym z tych państw powołano narodowe jury, które przedstawiło nominacje i wybrało zwycięzcę z danego kraju.
W 2022 wprowadzono zmianę w organizacji nagrody. Po raz pierwszy siedmioosobowe europejskie jury wyłoniło jednego zwycięzcę, któremu towarzyszyło pięć wyróżnień. Skutkiem tego z organizacji wycofała się Rada Pisarzy Europejskich, uznając nowe zasady za dyskryminujące dla języków mniejszościowych. 

## Polscy kandydaci do Europejskiej Nagrody Literackiej
2009
- Dawid Bieńkowski, Nic, Wydawnictwo W.A.B.
- Jacek Dehnel, Lala, Wydawnictwo W.A.B.
- Jacek Dukaj, Lód, Wydawnictwo Literackie
- Ignacy Karpowicz, Cud, Wydawnictwo Czarne
- Artur Daniel Liskowacki, Mariasz, wyd. Forma
- Dorota Masłowska, Paw królowej, wyd. Lampa i Iskra Boża
- Krzysztof Niewrzęda, Wariant do sprawdzenia, wyd. Forma
- Daniel Odija, Niech to nie będzie sen, Wydawnictwo Literackie
- Tomasz Piątek, Pałac Ostrogskich, Wydawnictwo W.A.B.
- Janusz Rudnicki, Chodźcie, idziemy, Wydawnictwo W.A.B.
- Krzysztof Varga, Nagrobek z lastryko, Wydawnictwo Czarne
- Michał Witkowski, Barbara Radziwiłłówna z Jaworzna-Szczakowej, Wydawnictwo W.A.B.

2019
- Anna Cieplak, Lekki bagaż, wyd. Znak Literanova
- Marta Dzido, Frajda, Wydawnictwo Ha!art
- Jarosław Maślanek, Góra miłości, Wydawnictwo W.A.B.

2023
- Łukasz Barys, Jeśli przecięto cię na pół, Wydawnictwo Cyranka
- Sabina Jakubowska, Akuszerki, Grupa Wydawnicza Relacja
- Maria Karpińska, Ucichło, Grupa Wydawnicza Foksal
- Marta Kozłowska, Berdyczów, Wydawnictwo Ha!art
- Piotr Siemion, Bella, ciao, Wydawnictwo Filtry

## Wszyscy laureaci

### 2009
Na pierwszej uroczystości wręczenia Europejskiej Nagrody Literackiej, która odbyła się w październiku 2009 r. w Brukseli, nagrody wręczono dwunastu równorzędnym laureatom.
- Austria: Paulus Hochgatterer, Die Suesse des Lebens
- Chorwacja: Mila Pavićević, Djevojčica od leda i druge bajke
- Francja: Emmanuelle Pagano, Les Adolescents troglodytes, wyd. pol. Nastoletni troglodyci
- Węgry: Szécsi Noémi, Kommunista Monte Cristo
- Irlandia: Karen Gillece, Longshore Drift, wyd. pol. Dryft
- Włochy: Daniele Del Giudice, Orizzonte mobile
- Litwa: Laura Sintija Cerniauskaité, Kvėpavimas ¡ marmurą
- Norwegia: Carl Frode Tiller, Innsirkling, wyd. pol. Osaczenie
- Polska: Jacek Dukaj, Lód
- Portugalia: Dulce Maria Cardoso, Os Meus Sentimentos
- Słowacja: Pavol Rankov, Stalo sa prvého septembra (alebo inokedy), wyd. pol. Zdarzyło się pierwszego września (albo kiedy indziej)
- Szwecja: Helena Henschen, I skuggan av ett brott, wyd. pol. W cieniu zbrodni

### 2010
- Belgia: Peter Terrin, De Bewaker
- Cypr: Myrto Azina Chronides, To Peirama
- Dania: Adda Djørup, Den mindste modstand, wyd. pol. Najsłabszy opór
- Estonia: Tiit Aleksejev, Palveränd
- Finlandia: Riku Korhonen, Lääkäriromaani, wyd. pol. Powieść lekarska
- Niemcy: Iris Hanika, Das Eigentliche, wyd. pol. Istota rzeczy
- Luksemburg: Jean Back, Amateur
- Rumunia: Răzvan Rădulescu, Teodosie cel Mic
- Słowenia: Nataša Kramberger, Nebesa v robidah: roman v zgodbah, wyd. pol. Niebo w jeżynach. Powieść w opowiadaniach
- Hiszpania: Raquel Martínez-Gómez, Sombras de unicornio
- Macedonia: Goce Smiłewski, Сестрата на Зигмунд Фројд, wyd. pol. Siostra Zygmunta Freuda

### 2011
- Bułgaria: Kalin Terziyski, Има ли кой да ви обича
- Czechy: Tomáš Zmeškal, Milostný dopis klínovým písmem, wyd. pol. List miłosny pismem klinowym
- Grecja: Kostas Hatziantoniou, Agrigento, wyd. pol. Agrigento
- Islandia: Ófeigur Sigurðsson, Jon
- Łotwa: Inga Zolude, Mierinājums Ādama kokam, wyd. pol. Ukojenie dla drzewa Adama
- Liechtenstein: Iren Nigg, Man wortet sich die Orte selbst
- Malta: Immanuel Mifsud, Fl-Isem tal-Missier (tal-iben)
- Czarnogóra: Andrej Nikolaidis, Sin, wyd. pol. Syn
- Holandia: Rodaan Al Galidi, De autist en de postduif, wyd. pol. Nie wysyłaj mnie do Staphorst
- Serbia: Jelena Lengold, Vašarski Mađioničar, wyd. pol. Jarmarczny kuglarz
- Turcja: Çiler İlhan, Sürgün
- Wielka Brytania: Adam Foulds, The Quickening Maze

### 2012
- Austria: Anna Kim, Die gefrorene Zeit, wyd. pol. Zamrożony czas
- Chorwacja: Lada Žigo, Rulet
- Francja: Laurence Plazenet, L’amour Seul
- Węgry: Viktor Horváth, Török Tükör, wyd. pol. Tureckie lustro
- Włochy: Emanuele Trevi(inne języki), Qualcosa di Scritto
- Litwa: Giedra Radvilavičiūtė, Siąnakt aš Miegosiu Prie Sienos, wyd. pol. Dzisiaj śpię od ściany
- Norwegia: Gunstein Bakke, Maud og Aud: Ein Roman om Trafikk
- Polska: Piotr Paziński, Pensjonat
- Portugalia: Afonso Cruz, A Boneca de Kokoschka, wyd. pol. Kukła Kokoschki
- Słowacja: Jana Beňová, Cafe Hyena: Plán odprevádzania, wyd. pol. Café Hiena. Plan odprowadzania
- Szwecja: Sara Mannheimer(inne języki), Handlingen, wyd. pol. Poziom zero

### 2013
- Belgia: Isabelle Wéry, Marilyn Désossée, wyd. pol. Bezkostna Marilyn
- Bośnia i Hercegowina: Faruk Šehić, Knjiga o Uni, wyd. pol. Książka o Unie
- Cypr: Emilios Solomou, Hμερολóγιο μιας απιστίας, wyd. pol. Dziennik zdrady
- Dania: Kristian Bang Foss, Døden kører audi, wyd. pol. Śmierć jeździ audi
- Estonia: Meelis Friedenthal, Mesilased
- Finlandia: Katri Lipson, Jäätelökauppias, wyd. pol. Sprzedawca lodów
- Niemcy: Marica Bodrožić, Kirschholz und alte Gefühle
- Luksemburg: Tullio Forgiarini, Amok – Eng Lëtzebuerger Liebeschronik
- Macedonia: Lidija Dimkovska, Резервен живот
- Rumunia: Ioana Pârvulescu, Viața începe vineri, wyd. pol. Życie zaczyna się w piątek
- Słowenia: Gabriela Babnik, Sušna doba
- Hiszpania: Cristian Crusat, Breve teoría del viaje y el desierto, wyd. pol. Krótka teoria podróży i pustyni

### 2014
- Albania: Ben Blushi, Otello, Arapi i Vlorës
- Bułgaria: Milen Ruskov, Възвишение, wyd. pol. Wzniesienie
- Czechy: Jan Němec, Dějiny světla, wyd. pol. Historia światła
- Grecja: Makis Tsitas, Μάρτυς μου ο Θεός, wyd. pol. Bóg mi świadkiem
- Islandia: Oddný Eir, Jarðnæði
- Łotwa: Jānis Joņevs, Jelgava '94, wyd. pol. Jełgawa '94
- Liechtenstein: Armin Öhri, Die dunkle Muse: Historischer Kriminalroman
- Malta: Pierre J. Mejlak, Dak li l-Lejl Iħallik Tgħid, wyd. pol. Co pozwala powiedzieć noc
- Czarnogóra: Ognjen Spahić, Puna glava radosti, wyd. pol. Głowa pełna radości
- Holandia: Marente de Moor, De Nederlandse maagd, wyd. pol. Holenderska dziewczyna
- Serbia: Uglješa Šajtinac, Sasvim skromni darovi, wyd. pol. Całkiem skromne prezenty
- Turcja: Birgül Oğuz, Hah, wyd. pol. Ha!
- Wielka Brytania: Evie Wyld, All the Birds, Singing

### 2015
- Austria: Carolina Schutti, Einmal muss ich über weiches Gras gelaufen sein
- Chorwacja: Luka Bekavac, Viljevo
- Francja: Gaëlle Josse, Le dernier gardien d'Ellis Island, wyd. pol. Ostatni strażnik z Ellis Island
- Węgry: Edina Szvoren, Nincs , és ne is legyen, wyd. pol. Nie ma i lepiej, żeby nie było
- Irlandia: Donal Ryan, The Spinning Heart, wyd. pol. Dwadzieścia jeden uderzeń serca
- Włochy: Lorenzo Amurri, Apnea
- Litwa: Undinė Radzevičiūtė, Žuvys ir drakonai
- Norwegia: Ida Hegazi Høyer, Unnskyld
- Polska: Magdalena Parys, Magik
- Portugalia: David Machado, Índice Médio de Felicidade, wyd. pol. Średni współczynnik szczęścia
- Słowacja: Svetlana Žuchová, Obrazy zo života M.
- Szwecja: Sara Stridsberg, Beckomberga - ode till min familj, wyd. pol. Beckomberga. Oda do mojej rodziny

### 2016
- Belgia: Christophe Van Gerrewey, Op de Hoogte[7]
- Bośnia i Hercegowina: Tanja Stupar-Trifunović, Satovi u majčinoj sobi, wyd. pol. Zegary w pokoju matki
- Cypr: Antonis Georgiou, Ένα Άλπουμ Ιστορίες, wyd. pol. Album z opowieściami
- Dania: Bjørn Rasmussen, Huden er det elastiske hylster der omgiver hele legemet
- Estonia: Paavo Matsin, Gogoli disko, wyd. pol. Gogolowe disco
- Finlandia: Selja Ahava, Taivaalta tippuvat asiat, wyd. pol. Rzeczy, które spadają z nieba
- Niemcy: Benedict Wells, Vom Ende der Einsamkeit, wyd. pol. Koniec samotności
- Luksemburg: Gast Groeber, All Dag verstoppt en aneren
- Rumunia: Claudiu M. Florian, Vârstele jocului. Strada Cetățiieli
- Słowenia: Jasmin B. Frelih, Na / pol, wyd. pol. Na pół
- Hiszpania: Jesús Carrasco, La tierra que pisamos
- Republika Macedonii: Nenad Joldeski, Секој со своето езеро

### 2017
Zwycięzcy zostali ogłoszeni 21 kwietnia 2017 roku
- Albania: Rudi Erebara, Epika e yjeve të mëngjesi
- Bułgaria: Ina Vultchanova, Остров Крах, wyd. pol. Wyspa Krach
- Republika Czeska: Bianca Bellová, Jezero, wyd. pol. Jezioro
- Grecja: Kallia Papadaki, Δενδρίτες, wyd. pol. Dendryty
- Islandia: Halldóra K. Thoroddsen, Tvöfalt gler
- Łotwa: Osvalds Zebris, Gaiļu kalna ēnā
- Malta: Walid Nabhan, L-Eżodu taċ-Ċкрики
- Czarnogóra: Aleksandar Bečanović, Arcueil
- Holandia: Jamal Ouariachi, Een Honger, wyd. pol. Głód
- Serbia: Darko Tuševljaković, Jaz
- Turcja: Sine Ergün, Baştankara
- Wielka Brytania: Sunjeev Sahota, The Year of the Runaways

### 2018
W 2018 roku Europejska Nagroda Literacka obchodziła swoje 10. urodziny. Aby uczcić tę okazję, EUPL zorganizowała konkurs pisarski otwarty wyłącznie dla wszystkich poprzednich 108 zwycięzców EUPL.
A European Story: EUPL Winners Write Europe wyłoniło 5 zwycięzców:
- Luksemburg: Jean Back, Europäesch Wolleken
- Macedonia Północna: Lidija Dimkovska, Кога заминав од „Карл Либкнехт“
- Luksemburg: Gast Groeber, Aktuelle Wetterwarnung: überwiegend dichter Nebel
- Serbia: Jelena Lengold, Jasmin i smrt
- Rumunia: Ioana Pârvulescu, O voce

### 2019
Zwycięzcy zostali ogłoszeni 22 maja 2019 roku.
- Austria: Laura Freudenthaler, Geistergeschichte, wyd. pol. Opowieść o duchach
- Finlandia: Piia Leino, Taivas, wyd. pol. Niebo
- Francja: Sophie Daull, Au grand lavoir, wyd. pol. Do pralni
- Węgry: Réka Mán-Várhegyi, Mágneshegy, wyd. pol. Magnetyczna góra
- Gruzja: Beqa Adamashvili, ამ რომანში ყველა კვდება
- Grecja: Nikos Chryssos, Kenourgia Mera
- Irlandia: Jan Carson, The Fire Starters
- Włochy: Giovanni Dozzini, E Baboucar guidava la fila, wyd. pol. Babukar szedł przodem
- Litwa: Daina Opolskaitė, Dienų piramidės, wyd. pol. Piramidy dni
- Polska: Marta Dzido, Frajda
- Rumunia: Tatiana Țîbuleac, Grădina de sticlă, wyd. pol. Szklany ogród
- Słowacja: Ivana Dobrakovová, Matky a kamionisti
- Ukraina: Haśka Szyjan, За спиною, wyd. pol. Za plecami
- Wielka Brytania: Melissa Harrison, All Among The Barley

### 2020
Zwycięzcy zostali ogłoszeni 19 maja 2020 roku.
- Belgia: Nathalie Skowronek, La carte des regrets
- Bośnia i Hercegowina: Lana Bastašić, Uhvati zeca, wyd. pol. Złap zająca
- Chorwacja: Maša Kolanović, Poštovani kukci i druge jezive priče
- Cypr: Stavros Christodoulou, Τη μέρα που πάγωσε ο ποταμός (Ti méra pou págose o potamós)
- Dania: Asta Olivia Nordenhof, Penge på lommen
- Estonia: Mudlum (Made Luiga), Poola poisid
- Niemcy: Matthias Nawrat, Der traurige Gast
- Kosowo: Shpëtim Selmani, Libërthi i dashurisë
- Luksemburg: Francis Kirps, Die Mutationen
- Czarnogóra: Stefan Bošković, Ministar
- Macedonia Północna: Петар Андоновски (Petar Andonowski), Страв од варвари
- Norwegia: Maria Navarro Skaranger, Bok om sorg
- Hiszpania: Irene Solà, Canto jo i la muntanya balla, wyd. pol. Ja śpiewam, a góry tańczą

### 2021
Zwycięzcy zostali ogłoszeni 18 maja 2021 roku.
- Albania: Enkel Demi (pseudonim: Tom Kuka), Flama
- Armenia: Aram Pachyan, P/F
- Bułgaria: Georgi Bardarov, Absolvo te
- Czechy: Lucie Faulerová, Smrtholka
- Islandia: Sigrún Pálsdóttir, Delluferðin
- Łotwa: Laura Vinogradova, Upe
- Malta: Lara Calleja, Kissirtu kullimkien
- Holandia: Gerda Blees, Wij zijn licht
- Portugalia: Frederico Pedreira, A Lição do Sonâmbulo
- Serbia: Dejan Tiago Stanković, Zamalek
- Słowenia: Anja Mugerli, Čebelja družina
- Szwecja: Maxim Grigoriev, Europa
- Tunezja: Amine Al Ghozzi, Zendali leila 14 janvi 2011

### 2022
Zwycięzcy zostali ogłoszeni 22 kwietnia 2022 roku.
Zwycięzca: 
- Gruzja: Iva Pezuashvili, Bunk'eri, wyd. pol. Zsyp

Wyróżnieni: 
- Belgia: Gaea Schoeters, Trofee
- Bosnia i Hercegowina: Slađana Nina Perković, U Jarku
- Irlandia: Tadhg Mac Dhonnagáin, Madame Lazare
- Hiszpania: Jacobo Bergareche, Los días perfectos
- Ukraina: Eugenia Kuzniecowa, Спитайте Мієчку, wyd. pol. Nim dojrzeją maliny

Pozostali nominowani:
- Austria: Peter Karoshi, Zu den Elefanten
- Grecja: Takis Kampylis, Γενικά Συμπτώματα
- Włochy: Daniele Mencarelli, Semper tornare
- Litwa: Tomas Vaiseta, Ch.
- Macedonia Północna: Vladimir Jankovski, Скриени желби, немирни патувања
- Norwegia: Kjersti Anfinnsen, Øyeblikk for evigheten, wyd. pol. Chwile wieczności
- Rumunia: Raluca Nagy, Teo de la 16 la 18
- Słowacja: Richard Pupala, Ženy aj muži, zvieratá

Jury: Koukla MacLehose (przewodnicząca), Julia Angelin, Kristīne Pīkenena, Thomas Überhoff, Georgi Gospodinow, Sonia Draga.

### 2023
Zwycięzcy zostali ogłoszeni 28 kwietnia 2023 roku.
Zwycięzca:
- Chorwacja: Martina Vidaić, Stjenice

Wyróżnieni:
- Cypr: Hari N. Spanou, Φυλάκιο
- Estonia: Tonis Tootsen, Ahvide pasteet. Ühe ahvi mälestusi ja mõtteid
- Finlandia: Iida Rauma, Hävitys
- Francja: Maud Simonnot, L’heure des oiseaux
- Kosowo: Ag Apolloni, Kësulëkuqja, përrallë për të rritur

Pozostali nominowani:
- Armenia: Lusine Kharatyan, Ս Ր ԱՎ Պ
- Czarnogóra: Ilija Đurović, Sampas
- Czechy: Ondřej Štindl, Tolik popela
- Liechtenstein: Anna Ospelt, Fruhe pflanzung
- Luksemburg: Jeff Schinker, Ma vie sous les tentes
- Polska: Sabina Jakubowska, Akuszerki
- Szwecja: Marit Kapla, Kärlek på svenska

Jury: Andrij Kurkow, Henrik Francke, Imre Barna, Koukla MacLehose, Sharon Galant, Sheila O’Reilly, Svetlozar Zhelev.

### 2024
Zwycięzcy zostali ogłoszeni 4 kwietnia 2024 roku.
Zwycięzca:
- Dania: Theis Ørntoft, Jordisk

Wyróżnieni:
- Bułgaria: Todor Todorov, Хагабула
- Niemcy: Deniz Utlu, Vaters Meer
- Islandia: María Elísabet Bragadóttir, Sápufuglinn
- Holandia: Sholeh Rezazadeh, Ik ken een berg die op me wacht
- Słowenia: Tina Vrščaj, Na Klancu

Pozostali nominowani:
- Malta: Aleks Farrugia, Ir-Re Borg
- Tunezja: Arbia Braham, جبل الملح
- Serbia: Bojan Krivokapić, Vila Fazanka
- Łotwa: Daina Tabūna, Raganas
- Portugalia: Gabriela Ruivo, Lei da gravidade
- Węgry: Puskás Panni, Megmenteni bárkit
- Albania: Rita Petro, Lindur së prapthi

Jury: Andrij Kurkow, Elena Loewenthal, Kostas Spatharakis, Daniel Medin, Aurélie Bontout Roche, Raluca Selejan, Tauno Vahter.

### 2025
Zwycięzcy zostali ogłoszeni 16 maja 2025 roku.
Zwycięzca:
- Włochy: Nicoletta Verna, I Giorni di Vetro

Wyróżnieni:
- Belgia: Philippe Marczewski, Quand Cécile
- Irlandia: Sheila Armstrong, Falling Animals

Nominacje:
- Austria: Ljuba Arnautović, Erste Töchter
- Belgia: Philippe Marczewski, Quand Cécile
- Bośnia i Hercegowina: Mihaela Šumić, Čovjek vuk
- Gruzja: Tea Topuria, იაკობის ჭასთან
- Grecja: Makis Malafekas, Deepfake
- Irlandia: Sheila Armstrong, Falling Animals
- Litwa: Kotryna Zylė, Mylimi Kaulai
- Norwegia: Maria Kjos Fonn, Margaret, er du i sorg
- Rumunia: Bogdan Crețu, Mai puţin decât dragostea
- Słowacja: Lukáš Cabala, Spomenieš si na Trenčín?
- Hiszpania: David Uclés, La peninsula de las casas vacías
- Ukraina: Halyna Matveeva, Ключ соль

Jury: Jens Christian Grøndahl, Anna Jarota, Svetlozar Zhelev, Rosa Azevedo, Barbara Anderlič, Vera Michalski-Hoffmann, Vilis Kasims